# Apodasya
Apodasya is een kevergeslacht uit de familie van de boktorren (Cerambycidae). De wetenschappelijke naam van het geslacht werd voor het eerst geldig gepubliceerd in 1863 door Pascoe.

## Soorten
Apodasya omvat de volgende soorten:
- Apodasya kenyensis Breuning, 1966
- Apodasya pilosa Pascoe, 1863